# Yukiya Arashiro
Yukiya Arashiro (新城幸也?, Arashiro Yukiya; Ishigaki, 22 settembre 1984) è un ciclista su strada giapponese che corre per il team Solution Tech Vini Fantini.
Professionista dal 2006, insieme a Fumiyuki Beppu è stato il primo giapponese a portare a termine un'edizione del Tour de France, nel 2009. Grazie al terzo posto nella quinta tappa del Giro d'Italia 2010, è stato inoltre il primo giapponese a ottenere un podio di tappa di un Grande Giro.

## Palmarès
- 2005 (due vittorie)

Campionati giapponesi, Prova in linea Under 23
Campionati giapponesi, Prova a cronometro Under-23
- 2007 (Nippo Corporation-Meitan Hompo, tre vittorie)

7ª tappa Tour of Japan  (Tokyo > Tokyo)
Campionati giapponesi, Prova in linea
4ª tappa Tour de Hokkaido  (Oshamambe > Date)
- 2008 (Bbox Bouygues Telecom, cinque vittorie)

2ª tappa Tour du Limousin  (Bellac > Bellac)
2ª tappa Tour de Kumano (Kumano Sangaku > Kumano Sangaku)
1ª tappa Tour de Okinawa
2ª tappa Tour de Okinawa
Classifica generale Tour de Okinawa
- 2010 (Bbox Bouygues Telecom, una vittoria)

2ª tappa King's Cup 1
- 2011 (Team Europcar, una vittoria)

Campionati asiatici, Prova in linea (con la Nazionale giapponese)
- 2012 (Team Europcar, una vittoria)

Classifica generale Tour du Limousin
- 2013 (Team Europcar, una vittoria)

Campionati giapponesi, Prova in linea
- 2016 (Lampre-Merida, una vittoria)

7ª tappa Tour of Japan (Izu > Izu)
- 2018 (Bahrain-Merida, una vittoria)

Classifica generale Tour de Taiwan
- 2022 (Bahrain Victorious, una vittoria)

Campionati giapponesi, Prova in linea

### Altri successi
- 2006 (Cycle Racing Team Vang)

Classifica giovani Tour du Limousin
- 2007 (Nippo Corporation)

Classifica scalatori Vuelta Ciclista a León
- 2010 (Bbox Bouygues Telecom)

Critérium cycliste international de Quillan
- 2018 (Trek Factory Racing)

Campionati asiatici, Cronometro a squadre (con la Nazionale giapponese)

## Piazzamenti

### Grandi Giri
- Giro d'Italia

2010: 93º
2014: 127º
2020: 89º
2021: 77º
2023: 122º
- Tour de France

2009: 125º
2010: 109º
2012: 84º
2013: 99º
2014: 65º
2016: 116º
2017: 109º
- Vuelta a España

2015: 65º
2016: 106º
2019: 110º
2021: 116º

### Classiche monumento
- Milano-Sanremo

2010: ritirato
2014: 95º
2021: 116º
2022: 111º
- Parigi-Roubaix

2022: ritirato
- Liegi-Bastogne-Liegi

2009: 107º
2013: 46º
2014: ritirato
2015: ritirato
2017: 95º
2023: ritirato
2024: ritirato
- Giro di Lombardia

2009: 117º
2011: ritirato

### Competizioni mondiali
- Campionati del mondo

Madrid 2005 - In linea Under-23: 40º
Salisburgo 2006 - In linea Under-23: 14º
Stoccarda 2007 - In linea Elite: ritirato
Varese 2008 - In linea Elite: 77º
Mendrisio 2009 - In linea Elite: ritirato
Melbourne 2010 - In linea Elite: 9º
Copenaghen 2011 - In linea Elite: 133º
Valkenburg 2012 - In linea Elite: ritirato
Ponferrada 2014 - In linea Elite: ritirato
Richmond 2015 - In linea Elite: 17º
Doha 2016 - In linea Elite: 35º
Bergen 2017 - In linea Elite: 46º
Yorkshire 2019 - In linea Elite: ritirato
Imola 2020 - In linea Elite: ritirato
Fiandre 2021 - In linea Elite: 49º
Wollongong 2022 - In linea Elite: 39º
Glasgow 2023 - In linea Elite: ritirato
Zurigo 2024 - In linea Elite: ritirato
- Giochi olimpici

Londra 2012 - In linea: 48º
Rio de Janeiro 2016 - In linea: 27º
Tokyo 2020 - In linea: 35º
Parigi 2024 - In linea: 56º

### Competizioni continentali
- Campionati asiatici

Nara 2008 - In linea Elite: 10º
Nakhon Ratchasima 2011 - Cronometro Elite: 4º
Nakhon Ratchasima 2011 - In linea Elite: vincitore
Nakhon Ratchasima 2015 - In linea Elite: 10º
Izu 2016 - In linea Elite: 2º
Manama 2017 - Cronosquadre: 2º
Manama 2017 - In linea Elite: 7º
Naypyidaw 2018 - Cronosquadre: vincitore
Naypyidaw 2018 - In linea Elite: 5º
Rayong 2023 - In linea Elite: 3º
Almaty 2024 - Cronometro Elite: 3º
Almaty 2024 - In linea Elite: 13º
Bueng Si Fai 2025 - Staffetta mista: 2º
- Giochi asiatici

Hangzhou 2022 - In linea: 7°